# Bedoho (Jiwan)
Bedoho is een bestuurslaag in het regentschap Madiun van de provincie Oost-Java, Indonesië. Bedoho telt 1012 inwoners (volkstelling 2010).